# Список эпизодов мультсериала «Скуби-Ду! Мистическая корпорация»

Ниже представлен список эпизодов мультсериала «Скуби-Ду! Мистическая корпорация».

## Обзор серий
| Сезон | Серии | Серии | Даты показа   | Даты показа     |
| Сезон | Серии | Серии | Первая серия  | Последняя серия |
| ----- | ----- | ----- | ------------- | --------------- |
| 1     | 26    | 26    | 5 апреля 2010 | 26 июля 2011    |
| 2     | 26    | 26    | 30 июля 2012  | 5 апреля 2013   |

## Эпизоды

### Первый сезон (2010—2011)
| № общий | № в сезоне | Название                                                               | Режиссёр         | Автор сценария                           | Дата премьеры                                      |
| --- | ---------- | ---------------------------------------------------------------------- | ---------------- | ---------------------------------------- | -------------------------------------------------- |
| 1 | 1          | «Бойтесь чудовища из подземелья» «Beware the Beast From Below»         | Керт Геда        | Митч Уотсон                              | 5 апреля 2010 (предварительный показ) 12 июля 2010 |
| Фред, Дафни, Велма, Шэгги и собака Скуби-Ду не обычные старшеклассники, а искатели тайн. Вместе они раскрывают мистические загадки родного города — Кристальной Пещеры. Во время очередной поездки в школу, команда сталкивается с зелёным монстром. Идя по его следам ребята обнаруживают целую сеть пещер под городом, а в пещере Дафна находит загадочный медальон, а вместе с ним — самую страшную загадку Кристальной Пещеры. |            |                                                                        |                  |                                          |                                                    |
| 2 | 2          | «Ужасные чудовища» «The Creeping Creatures»                            | Керт Геда        | Джефф Элинофф, Скотт Томас               | 19 июля 2010                                       |
| Во время скучного дождливого дня загадочной Мистер И оправляет посылку команде Скуби-Ду. Они получают сумку из кожи аллигатора, сделанную в Гейторсбурге. Но Гейторсбург — давно заброшенный город. Когда команда приезжает в город они встречают страшных аллигаторов. Вся ситуация усложняется, когда в Таинственной машине пропадает мотор, и команде придётся привести ночь в старом городе. |            |                                                                        |                  |                                          |                                                    |
| 3 | 3          | «Секрет грузовика-призрака» «Secret Of The Ghost Rig»                  | Виктор Кук       | Мишел Ламоро, Роберт Ламоро, Митч Уотсон | 26 июля 2010                                       |
| В последнее время, в городе, начали пропадать все хрустальные ручки. Связано это с тем, что, по легенде, бывший мэр Кристальной Пещеры — Теодор Авакадос, украл ценный бриллиант и замаскировал его под дверную ручку. Вместе с исчезновением ручек в городе появился бешеный грузовик-призрак. За эту загадку берётся Мистическая корпорация. |            |                                                                        |                  |                                          |                                                    |
| 4 | 4          | «Месть человека-краба» «Revenge of the Man Crab»                       | Виктор Кук       | Адам Бичен                               | 2 августа 2010                                     |
| На пляже появился огромнейший краб. Во время важной игры в волейбол человек-краб пытался похитить несколько игроков, а вскоре, похитил и Дафну. Фред начинает испытывать чувства к Дафне и пытается её найти. |            |                                                                        |                  |                                          |                                                    |
| 5 | 5          | «Мистическая мелодия» «The Song of Mystery»                            | Керт Геда        | Пол Рагг                                 | 9 августа 2010                                     |
| В Кристальной Пещере появилось странное существо. Когда оно играет на флейте, все дети в округе превращаются в страшных и одержимых существ. Все взрослые начинают постепенно покидать город. Мистической корпорации приходится придумать хитроумный план, чтобы поймать это существо. |            |                                                                        |                  |                                          |                                                    |
| 6 | 6          | «Легенда об Элис Мэй» «The Legend of Alice May»                        | Виктор Кук       | Митч Уотсон                              | 16 августа 2010                                    |
| Девушка-призрак нападает на парней прямо перед выпускным вечером. Очередной пострадавший так и не был найден. В это же время в школе появляется девушка по имени Элис Мэй. Пока она охотится за сердцем Фреда, Дафна подозревает, что она и есть тот таинственный призрак. На выпускном вечере девушка-призрак нападает на ребят и они быстро справляются с ней. Но, кажется, девушка скрывает какую-то тайну. |            |                                                                        |                  |                                          |                                                    |
| 7 | 7          | «В страхе от фантома» «In Fear of the Phantom»                         | Лорен Монтгомери | Марк Бенкер, Митч Уотсон                 | 23 августа 2010                                    |
| Фантом угрожает сорвать концерт новой популярной группы «Ведьмы». К счастью, Мистическая корпорация оказывается на этом концерте и предлагают свою помощь. Дафну гримируют под солистку группы, а Фред готовит ловушку. На концерте, как и ожидалось, фантом нападает на Дафну, но ловушка не срабатывает. Фред находится в глубоком отчаянии, он не может понять почему он так переживает. То ли он волнуется из-за того, что ловушка не срабатывает, то ли из-за того, что Дафна пропала. Он долго размышляет «почему ему не всё равно на Дафну» и приходит к верному логическому выводу. В этот момент как раз возвращается Дафна и говорит ему, что слышала его монолог и о том «почему ему не всё равно». В этот момент Дафна сильно разочаровывается во Фреде и поэтому поводу она и члены группы "Ведьмы" записывают новую песню про "Сети любви". |            |                                                                        |                  |                                          |                                                    |
| 8 | 8          | «Во власти гнома» «The Grasp of the Gnome»                             | Виктор Кук       | Джон Макканн, Митч Уотсон                | 30 августа 2010                                    |
| На празднике рыцарей на пирата нападает страшный гном. Мистическая корпорация попадает на праздник благородных рыцарей и ребятам придётся лицом к лицу столкнуться с нападениями на пиратов. |            |                                                                        |                  |                                          |                                                    |
| 9 | 9          | «Битва человеконавтов» «Battle of the Humungonauts»                    | Керт Геда        | Роджер Эшбахер                           | 6 сентября 2010                                    |
| Загадочный монстр нападает на новое кафе в Кристальной Пещере. Тем временем Скуби застаёт Шэгги с Велмой на свидании в саду, и обижается на него. Ребята едут обследовать место преступления, но во время поисков, прямо на их глазах, монстр на падает на страховое агентство. Из-за проблем во взаимоотношениях ребята не сразу берутся за дело. Велме удаётся просчитать место следующего нападения. Ребятам представился шанс увидеть эпичнейшую битву двух монстров. А Шэгги решает, что лучший способ избежать проблемы — это убежать от неё. |            |                                                                        |                  |                                          |                                                    |
| 10 | 10         | «Вой страшного пса» «Howl of the Fright Hound»                         | Виктор Кук       | Барт Дженнетт                            | 4 октября 2010                                     |
| Злобный пёс напал на охранников тюрьмы. После этой громкой истории сбежавший дикий пёс нападает на группу туристов в автобусе. Шериф Кристальной Пещеры не нашёл ничего лучше как схватить Скуби и отправить его в тюрьму демонических животных. Ребята решают навестить Скуби в месте отбывания сроков заключения. В то время как Шэгги думает как можно освободить Скуби, Дафна с помощью медальона открывает вход в камеру, где сидит говорящий попугай по имени Профессор Перикл. Попугай является членом предыдущей мистической корпорации. Команде удаётся разгадать тайну ужасного пса, но как попугай сбежал остаётся ещё одной загадкой. |            |                                                                        |                  |                                          |                                                    |
| 11 | 11         | «Секретная сыворотка» «The Secret Serum»                               | Керт Геда        | Джефф Элинофф, Скотт Томас               | 11 октября 2010                                    |
| Вампир крадёт картину с аукциона, который устроила мама Дафны. Ребята отдыхали у бассейна в доме Дафны до того момента, как мама Дафны рассказала им о нападении вампира. Парни и девушки разделяются, чтобы найти вампира. Парни отправляются на поиски в город. Услышав странные звуки Фред решает, что пора строить ловушку для монстра. Девушки остаются отдыхать дома. Но вдруг Велма заметила, что мама Дафны куда-то в спешке собирается уходить и девчонки решили последить за ней. Они упустили маму Дафны, но наткнулись на подозрительную активность в ботаническом саду. Какое было удивление, когда в ботаническом саду встретились парни, девушки и вампир. Поддерживать хорошие отношения становится всё сложнее. Коренной перелом произошёл когда Шэгги и Велма расстались. Команда разошлась.                                            |            |                                                                        |                  |                                          |                                                    |
| 12 | 12         | «Пронзительное сумашествие» «The Shrieking Madness»                    | Керт Геда        | Адам Бичен                               | 18 октября 2010                                    |
| Ужасный монстр восстал прямо из книги Хайткрафта профессора Университета Дарроу. Монстр с головой осьминога нападает на людей и уносит их с собой. Дафна приезжает посетить университет Дарроу по наставлению своей мамы. Фред отправляет своего сына в университет, где он когда-то учился сам. Велма хочет подписать книги у своего любимого писателя Харлана Эллисона. Шэгги и Скуби приехали в университет ради закусочной на кампусе. Ребята встречаются с друг другом, но из-за сложных межличностных отношений, они долгое время не могут объединиться, чтобы решить эту тайну. В конце концов им это удаётся. Тем временем Мистер И присылает ребятам новую тайну. |            |                                                                        |                  |                                          |                                                    |
| 13 | 13         | «Когда цикады зовут» «When the Cicada Calls»                           | Виктор Кук       | Пол Рагг                                 | 25 октября 2010                                    |
| Полчище цикад нападает на работника компании Дестройдо. Цикадный монстр угрожает уничтожить Мистическую корпорацию на фестивале организованный в честь дня цикад. В конце эпизода Дафни идёт на свидание с Фредом на выставку музея ловушек. |            |                                                                        |                  |                                          |                                                    |
| 14 | 14         | «Финал конкурса детективов» «Mystery Solvers Club State Finals»        | Виктор Кук       | Митч Уотсон                              | 3 мая 2011                                         |
| Ребята собираются пойти на соревнования организованные в честь клубов раскрывателей тайн. Лорд Инферникус нападает на участников состязаний и среди них остаются только помощники. Скуби-Ду объединяется с помощниками из других клубов, чтобы найти пропавших членов команд. |            |                                                                        |                  |                                          |                                                    |
| 15 | 15         | «Дикая стая» «The Wild Brood»                                          | Керт Геда        | Роджер Эшбахер                           | 10 мая 2011                                        |
| Фред приглашает на свидание Дафну, а также Велму, Шэгги и Скуби. Дафна, затаив обиду на Фреда, уезжает кататься с командой крытых байкеров. Во время их ночной тусовки, кто-то под видом байкера нападает на склад с оружием. Команда байкеров становятся главными подозреваемыми. Мистическая корпорация берётся за дело, чтобы найти самозванца. |            |                                                                        |                  |                                          |                                                    |
| 16 | 16         | «Где гуляет Афродита?» «Where Walks Aphrodite?»                        | Виктор Кук       | Боб Уайт                                 | 17 мая 2011                                        |
| Таинственная Афродита заколдовывает город любовным заклинанием. Скуби-Ду объединяется со сбежавшим из тюрьмы профессором Периклом, чтобы остановить её. |            |                                                                        |                  |                                          |                                                    |
| 17 | 17         | «Исчезновение таинственного особняка» «Escape from Mystery Manor»      | Керт Геда        | Барт Дженнетт                            | 24 мая 2011                                        |
| Эйнджел Динамит направляет Мистическую корпорацию в библиотеку Дарроу на поиски улик. В подвале они находят дымоход, ведущий в давно исчезнувший особняк семейства Дарроу. Там они встречают негостеприимного хозяина, который принял их за старую Мистическую корпорацию. |            |                                                                        |                  |                                          |                                                    |
| 18 | 18         | «Секрет дракона» «The Dragon’s Secret»                                 | Виктор Кук       | Джефф Элинофф, Скотт Томас               | 31 мая 2011                                        |
| В Кристальную Пещеру приезжает студентка по обмену из Китая — Май Ли. Она привлекает внимание Шэгги. Вскоре на них нападает Красный Волшебник, который велит всем держаться подальше от Сердца Дракона. В следующий раз нападает уже Белый Волшебник. Тогда вновь появляется Красный, и начинается битва колдунов. |            |                                                                        |                  |                                          |                                                    |
| 19 | 19         | «Ночной кошмар» «Nightfright»                                          | Керт Геда        | Пол Рагг                                 | 7 июня 2011                                        |
| Скуби и Шэгги выигрывают конкурс сочинений, чтобы поужинать с актёром Винсентом Ван Вампом. Когда они прибывают в его особняк, на них нападают монстры, которые пришли из фильмов актёра. Но также на них нападает монстр, который называет себя Ночным Кошмаром. Он не появлялся в фильмах с Ван Вампом. |            |                                                                        |                  |                                          |                                                    |
| 20 | 20         | «Песня сирены» «The Siren’s Song»                                      | Виктор Кук       | Роджер Эшбахер                           | 14 июня 2011                                       |
| Велма чувствует себя одинокой. Затем она получает сообщение о исчезнувшем рыболовном судне. Велма решает исследовать тайну самостоятельно. Вскоре она встречает русалку Эми, которая и прислала ей подсказку. После их разговора, на Велму нападают рыбы-монстры. В следующий раз она уже заручается поддержкой Мистической корпорации. |            |                                                                        |                  |                                          |                                                    |
| 21 | 21         | «Опасная Мантикора» «Menace of the Manticore»                          | Керт Геда        | Адам Бичен                               | 21 июня 2011                                       |
| Мэр Джонс покупает на странном сайте «атракционы-с-призраками» персидский храм для парка развлечений. Затем появляется Мантикора, которая нападает на посетителей парка. Мэр обращается к сыну за помощью, Фред и Мистическая корпорация начинают расследование. А мэр Джонс тем временем, обыскивает комнату сына в поисках части концентрического диска. |            |                                                                        |                  |                                          |                                                    |
| 22 | 22         | «Нападение безголового монстра» «Attack of the Headless Horror»        | Керт Геда        | Пол Рагг                                 | 28 июня 2011                                       |
| Любимый авантюрист Фреда, доктор Рик Спартан, начинает преподавать биологию в средней школе Кристальной Пещеры, и Мистическая корпорация встречает его. После долгого разговора Фреда и Спартана, тот приглашает команду отобедать в своём доме. В доме Спартана он показывает Фреду своё последнее открытие — проклятую сморщенную голову. Но когда его обезглавленное тело появляется и угрожает преследовать Спартана, пока он не умрёт, Мистическая корпорация решает помочь ему найти способ снять бесконечное проклятие. Тем временем Шэгги и Велма пытаются возродить свои отношения, но Велма больше не испытывает к Шэгги тех чувств, которые у неё были когда-то. |            |                                                                        |                  |                                          |                                                    |
| 23 | 23         | «Охота на призраков в Кристальной Пещере» «A Haunting in Crystal Cove» | Керт Геда        | Митч Уотсон                              | 5 июля 2011                                        |
| В дом Джонсов заводятся призраки. Из-за этого мэр, папа Фреда, не высыпается и очень нервничает. Мистическая корпорация проводит расследование по этому поводу. Выясняется, что за преступлением стоял профессор Перикл, желающий вернуть часть концентрического диска, которую мэр Джонс когда-то украл у него. |            |                                                                        |                  |                                          |                                                    |
| 24 | 24         | «Судья с того света» «Dead Justice»                                    | Виктор Кук       | Джефф Элинофф, Скотт Томас               | 12 июля 2011                                       |
| В Кристальной Пещере появляется судья с того света, который берёт работу шерифа Стоуна на себя и справляется с ней лучше. Мистическая корпорация, несмотря на разногласия с шерифом в прошлом, помогают ему и останавливают судью с того света. |            |                                                                        |                  |                                          |                                                    |
| 25 | 25         | «Заложник теней» «Pawn of Shadows»                                     | Керт Геда        | Митч Уотсон                              | 19 июля 2011                                       |
| На Мистическую корпорацию охотится высокотехнологичный убийца по имени Облитератрикс. Им нужно разгадать тайну проклятых сокровищ, они обращаются за помощью к профессору Хайткрафту. В итоге, Эйнджел Динамит спасает детей от убийцы, ей оказывается Элис Мэй, которую нанял мистер И. Также раскрывается истинная личность Эйнджел, это оказывается Кэссиди Уильямс, член первой Мистической корпорации. В конце серии, Фрик Кристальной Пещеры, наблюдая из тени, заявляет, что тайна закончится на нём. |            |                                                                        |                  |                                          |                                                    |
| 26 | 26         | «Все боятся Фрика» «All Fear the Freak»                                | Виктор Кук       | Митч Уотсон                              | 26 июля 2011                                       |
| Мистическая корпорация исследует кабинет мэра Джонса. Фред хочет доказать непричастность отца к проклятым сокровищам, чтобы ни говорил Перикл. Но на них нападает Фрик. В итоге команда приходит в старую заброшенную церковь, где начиналась эта тайна. Они спустились в пещеры под ней и встретили профессора Перикла, затем появился Фрик. Выбравшись из пещеры, Фред поймал Фрика, под маской которого оказался его отец. Он сообщил Фреду, что его настоящие родители Брэд Чайлз и Джуди Ривз. Фред отправляется на поиски родителей, и команда распадается. Профессор Перикл заполучает две части концентрического диска. |            |                                                                        |                  |                                          |                                                    |

### Второй сезон (2012—2013)
| № общий | № в сезоне | Название                                                                                                   | Режиссёр     | Автор сценария             | Дата премьеры   |
| --- | ---------- | --- | ------------ | -------------------------- | --------------- |
| 27 | 1          | «В ночь, когда плакал клоун» «The Night the Clown Cried»                                                   | Керт Геда    | Митч Уотсон                | 30 июля 2012    |
| Ужасный клоун долгое время терроризирует город. Новый мэр по предложению таинственного незнакомца собирается снова собрать вместе Мистическую корпорацию. Дафна отказывается от участия, и теперь команде предстоит действовать без неё, из-за чего клоуну удалось сбежать. |            | |              |                            |                 |
| 28 | 2          | «Дом ведьмы из ночного кошмара» «The House of the Nightmare Witch»                                         | Виктор Кук   | Адам Бичен                 | 31 июля 2012    |
| Вместо Дафны в команду берут Вонючку. В России оживает призрак Бабы-яги. |            | |              |                            |                 |
| 29 | 3          | «В ночь, когда плакал клоун. Часть 2: Слёзы обречённости!» «The Night the Clown Cried II - Tears of Doom!» | Керт Геда    | Майкл Райан                | 1 августа 2012  |
| Плачущий клоун снова терроризирует Кристальную Пещеру. На этот раз его удаётся остановить. Дафна возвращается в команду. |            | |              |                            |                 |
| 30 | 4          | «Сеть паука грёз» «Web of the Dreamweaver!»                                                                | Виктор Кук   | Бенджамин Таунсенд         | 2 августа 2012  |
| Паук грёз преследует людей во сне и, гипнотизируя, заставляет их отказываться от любимых вещей. В конце серии, в город возвращаются настоящие родители Фреда. |            | |              |                            |                 |
| 31 | 5          | «Ужасный Ходаг» «The Hodag of Horror»                                                                      | Керт Геда    | Роджер Эшбахер             | 3 августа 2012  |
| В Кристальную Пещеру приезжает передвижная кунсткамера, в которой находится экспонат Ходага. Внезапно он оживает и нападает на людей. В конце серии, профессор Перикл собирает свою старую команду вместе. |            | |              |                            |                 |
| 32 | 6          | «Искусство темноты» «Art of Darkness!»                                                                     | Виктор Кук   | Бенджамин Таунсенд         | 6 августа 2012  |
| Художник Рэнди Варшава представляет своё творение под названием «Хлам». Внезапно оно оживает и нападает на посетителей музея, поглощая и превращая их в золотые статуи. |            | |              |                            |                 |
| 33 | 7          | «Сборище во мраке» «The Gathering Gloom»                                                                   | Керт Геда    | Марли Халперн-Гразер       | 7 августа 2012  |
| Призрак кладбища нападает на людей, смотрящих ночью фильм под открытым небом. Мистическая корпорация начинает расследование. Они идут в дом иммигрантов, и Фред с Шэгги влюбляются в девушек, живущих там. Дафна съедает шоколад, который, как обычно, вызывает у неё неадекватное поведение. Скуби и Велме приходится разгадывать тайну самим, они просят помощи у шерифа Стоуна. |            | |              |                            |                 |
| 34 | 8          | «Ночь на горе призраков» «The Night on Haunted Mountain»                                                   | Даг Мерфи    | Роджер Эшбахер             | 8 августа 2012  |
| Гарри и Итан забираются на вершину Горы Дьявола. На них нападает Тёмная Лилит, защищающая гору от чужаков, и они теряют счастливый мяч команды. |            | |              |                            |                 |
| 35 | 9          | «Жестокое наказание» «Grim Judgement»                                                                      | Керт Геда    | Марк Банкер                | 9 августа 2012  |
| Хабедая Грим, монстр с большм молотком, нападает на пару влюблённых, чтобы наказать их. Парень бросает девушку и убегает. Гарри пинал мяч неподалёку и спас девушку. Теперь она встречается с ним. Фред очень удивился этому и решил провести расследование тайны. |            | |              |                            |                 |
| 36 | 10         | «Ночной террор» «Night Terrors»                                                                            | Виктор Кук   | Майкл Райан                | 10 августа 2012 |
| На семью, которая решила провести отпуск в библиотеке Бёрлингтона, нападает странное существо. Когда Мистическая корпорация едет по снежной дороге, лавина преграждает им путь. Они останавливаются в той же библиотеке, и с ними также начинают происходить непонятные вещи. |            | |              |                            |                 |
| 37 | 11         | «Полуночная зона» «The Midnight Zone»                                                                      | Керт Геда    | Марк Банкер                | 13 августа 2012 |
| Профессор Перикл посылает роботов убить Эйнджел Динамит (Кэссиди Уильямс). Она обращается за помощью к Мистической корпорации. Зацепки приводят их на дно реки в подводную лабораторию. В конце серии, Кэссиди жертвует собой, чтобы команда спаслась от взрыва. |            | |              |                            |                 |
| 38 | 12         | «Страшный медведь» «Scarebear»                                                                             | Виктор Кук   | Эрин Махер, Кэтрин Рейндль | 14 августа 2012 |
| Мэр Неттелз и шериф Стоун хотели устроить пикник за городом, но встретили жуткого медведя. Вскоре, тот устраивает саботажи корпорации Дестройдо. Мистическая корпорация проникает в Дестройдо под видом учёных, чтобы во всём разобраться. |            | |              |                            |                 |
| 39 | 13         | «Гнев Крампуса» «Wrath of the Krampus»                                                                     | Керт Геда    | Майкл Райан                | 15 августа 2012 |
| Крампус охотится на непослушных детей и наказывает их. Пока новая Мистическая корпорация разбирается с этим делом, старая Мистическая корпорация пытается выкрасть у них части концентрического диска. Но в итоге, молодая команда перехитрила взрослых и заполучила все части. Теперь у них целый концентрический диск. |            | |              |                            |                 |
| 40 | 14         | «Сердце зла» «Heart of Evil»                                                                               | Виктор Кук   | Джеймс Крейг               | 16 августа 2012 |
| 5 лет назад гигантский робот-дракон нападает на "Quest Industries" и ранит собаку охранника. Доктор Бентон Квест заменяет его части тела, и пёс становится роботом. В наши дни, Мистическая корпорация в мэрии разгадывает тайну концентрического диска, но на них нападает робот-дракон. От него их спасают супер-герой Синий Сокол и тот самый пёс Динамит. |            | |              |                            |                 |
| 41 | 15         | «Театр страха» «Theater of the Doomed»                                                                     | Керт Геда    | Джо Флаэрти, Пол Рагг      | 17 августа 2012 |
| В театре готовится спектакль, посвящённый истории Кристальной Пещеры, про Габриелло Серро и его осла Порто. Но репетиции срывает призрак, реквизит костюма главного героя, и требует не показывать спектакль. |            | |              |                            |                 |
| 42 | 16         | «Пришельцы среди нас» «Aliens Among Us»                                                                    | Виктор Кук   | Эрин Махер, Кэтрин Рейндль | 25 марта 2013   |
| Шериф Стоун вспоминает как в детстве он встретил пришельцев. Тем временем, трое пришельцев крадут в Кристальной Пещере ценные предметы. |            | |              |                            |                 |
| 43 | 17         | «Жуткое стадо» «The Horrible Herd»                                                                         | Керт Геда    | Майкл Райан                | 25 марта 2013   |
| Профессор Перикл создаёт жуткое стадо мутантов, скрещённых из коров, пираний и пчёл, чтобы уничтожить город и отнять концентрический диск у новой Мистической корпорации. |            | |              |                            |                 |
| 44 | 18         | «Танцы зомби» «Dance of the Undead»                                                                        | Керт Геда    | Бенджамин Таунсенд         | 26 марта 2013   |
| Группа музыкантов ска восстала из могилы и терроризирует город. Они гипнотизируют людей и заставляют их безостановочно танцевать. |            | |              |                            |                 |
| 45 | 19         | «Поглощение» «The Devouring»                                                                               | Виктор Кук   | Майкл Райан                | 27 марта 2013   |
| Прожорливый монстр нападает на Фрэнсили Джексон во время её кулинарного шоу. Когда Мистическая корпорация пытается вместе поужинать, в ресторан прибывают Рик Спартан и Качинга, которые охотятся на монстра. Монстр атакует различные места Кристальной Пещеры, включая различные рестораны и музей, где работает мама Велмы. Тем временем профессор Перикл окончательно сходит с ума. Мистер И хочет его остановить. Брэд и Джуди рассказывают Периклу о заговоре, и он использует инъекции яда, чтобы заставить мистера И работать на него. |            | |              |                            |                 |
| 46 | 20         | «Кошелёк или жизнь» «Stand and Deliver»                                                                    | Виктор Кук   | Каролайн Фарах             | 28 марта 2013   |
| Вежливый англичанин Денди-разбойник грабит на дороге семью путешественников. Своей элегантностью и манерами он очаровывает мать семейства и уезжает с ней. Когда за дело берётся Мистическая корпорация, Денди-разбойник также пытается привлечь внимание женщин их окружения. |            | |              |                            |                 |
| 47 | 21         | «Человек в зеркале» «The Man in the Mirror»                                                                | Керт Геда    | Джеймс Крейг               | 29 марта 2013   |
| Фред Джонс попадает в зазеркалье, он оказывается в будущем, где концентрический диск привёл к катастрофе, и все умерли. Там он встречает лишь выжившую Дафну. Тем временем, остальные члены Мистической корпорации проводят время с каким-то странным Фредом. В конце серии, профессор Перикл завладевает концентрическим диском. |            | |              |                            |                 |
| 48 | 22         | «Кошмар в красном» «Nightmare in Red»                                                                      | Виктор Кук   | Майкл Райан                | 2 апреля 2013   |
| Скуби-Ду снится более чудовищная версия Фрика из Кристальной Пещеры. Мистическая корпорация решает обратиться к гипнотизеру-затворнику, профессору Горацио Харону (автору книги, которую читала Велма). Он также появлялся в снах Скуби. Он отправляет их в мир снов. Там они узнают тайну проклятых сокровищ, некое злое существо пытается вырваться на свободу, заманивая жадных людей сокровищами. |            | |              |                            |                 |
| 49 | 23         | «Тёмная ночь для охоты» «A Dark Night of the Hunters»                                                      | Майкл Гогуэн | Бенджамин Таунсенд         | 3 апреля 2013   |
| Команде нужно найти сердец ягуара, чтобы одолеть злое существо, попутно разгадав тайну исчезновения профессора Энрике Анделусосса. |            | |              |                            |                 |
| 50 | 24         | «Ворота в сумрак» «Gates of Gloom»                                                                         | Виктор Кук   | Каролайн Фарах             | 4 апреля 2013   |
| Вернувшись в Кристальную Пещеру, команда обнаруживает, что все буквально провалились под землю. Профессор Перикл похищает людей и берёт их в рабство, чтобы они рыли землю и нашли туннель, ведущий к злому существу. Мистическая корпорация подстрекает людей на восстание. В итоге, врата в туннель были найдены, и первая Мистическая корпорация отправилась в него. Новая мистическая корпорация последовала за ней. |            | |              |                            |                 |
| 51 | 25         | «Сквозь шторы» «Through the Curtain»                                                                       | Майкл Гогуэн | Майкл Райан                | 5 апреля 2013   |
| Приближаясь к проклятым сокровищам и злому существу, старая мистическая корпорация всё больше сходит с ума и ругается. Новая команда пытается их остановить, но у Перикла есть козырь в лице Вонючки. Он угрожает ей, однако она отвлекает попугая, чтобы новая мистическая корпорация добралась до злого существа первой и покончила с ним. Перикл устраняет Вонючку на своём пути, что ещё больше раздражает мистера И. В итоге, пройдя через трудности, новая Мистическая корпорация добирается до злого существа первой. Они хотят его уничтожить, несмотря на его тщетные попытки манипуляции, но профессор Перикл не даёт ей этого сделать и освобождает зло. |            | |              |                            |                 |
| 52 | 26         | «Всё перевернулось!» «Come Undone»                                                                         | Виктор Кук   | Майкл Райан                | 5 апреля 2013   |
| У злого существа нет формы, и ему нужна сущность, он собирается поглотить Скуби-Ду, но команда не бросает его в беде. Тогда Перикл сам просится соединиться со злым существом. В ходе продолжительной битвы, Скуби-Ду наносит финальный удар по злому существу, и Мистическая корпорация оказывается в альтернативной вселенной, в которой всё хорошо, но и для них нет тайн. |            | |              |                            |                 |